# トーマス・ブラウン (政治家)
トーマス・ブラウン (英語: Thomas Brown, 1785年10月24日 - 1867年8月24日) は、アメリカ合衆国の政治家。第2代フロリダ州知事。

## 生い立ち
バージニア州ウェストモーランド郡に生まれる。米英戦争ではジョン・P・ハンガーフォード将軍の副官として従軍し、その後リッチモンドで郵便局長となる。その在任中に郵便ポスト（letterbox）を考案した。1828年、一家と共にフロリダに転居した。

## 政治経歴
ブラウンはホイッグ党に入党し、1834年にはフロリダ準州の監査役、1838年には立法評議会議長、1839年には憲法制定会議のメンバーとなり、1845年には最初のフロリダ州議会議員となった。

## フロリダ州知事
知事としてブラウンはフロリダ州の交通システムの改良と農業の振興に取り組み、エバーグレーズの排水可能性を調査した。1853年1月6日、彼は高等教育に公的支援を提供する法案に署名した。オカラのイースト・フロリダ・セミナリーはこの基金を使用する最初の学校の1つであったが、南北戦争のためすぐに閉校した。1866年、イースト・フロリダ・セミナリーはゲインズビルで再開した。それは後のフロリダ大学となった。

## その他の業績

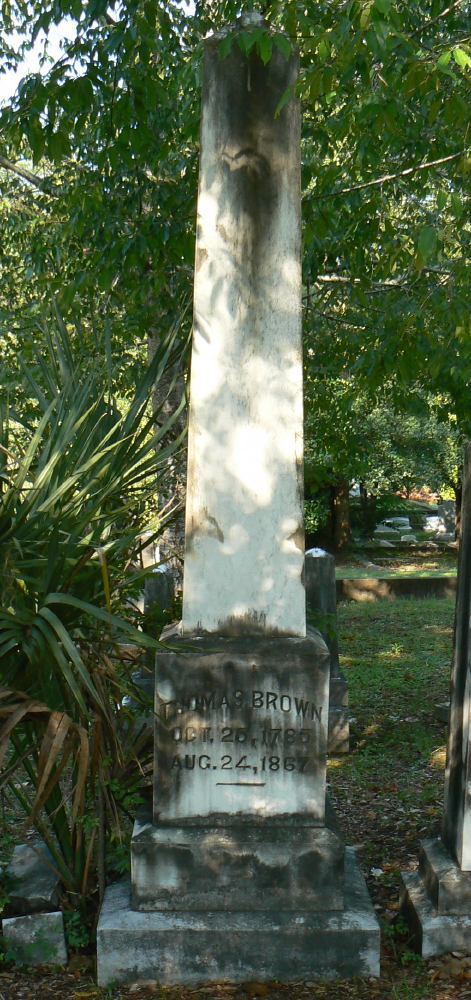
タラハシーのブラウンの墓石、2007年。

ブラウンは60年間以上フリーメイソンの会員として活発に活動した。ブラウンは1867年8月24日にタラハシーで死去した。死後タラハシーのオールド・シティ・セメタリーに埋葬された。
1834年、ブラウンはタラハシーにホテルを建設した。ホテルはアダムス通りの西寄り、ペンサコーラとラファイエット通りの間に位置し、ブラウンズ・インと呼ばれた。1839年にはザ・シティ・ホテルとして知られ、1840年にはアデルファイと呼ばれた。その後はモーガン・ホテルと呼ばれ、1886年に火災で破壊された。